# تتا مارافسای
تتا مارافسای یک ستاره است که در صورت فلکی مارافسای قرار دارد.